# 로이 애트웰

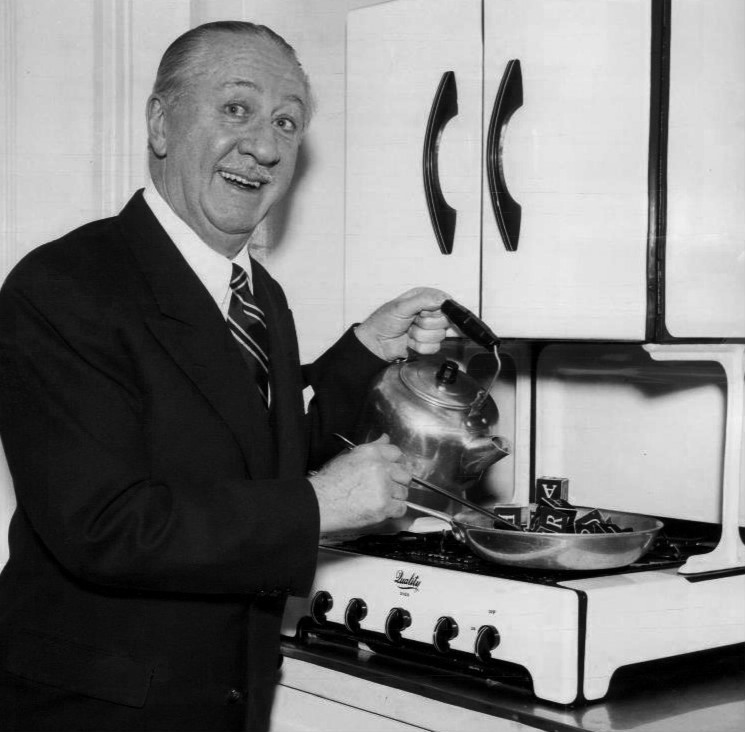

로이 애트웰(Roy Atwell, 본명: John Leroy "Roy" Atwell, 1878년 5월 2일 ~ 1962년 2월 6일)은 미국의 배우, 코미디언, 작곡가이다. 월트 디즈니의 클래식 백설 공주와 일곱 난쟁이 (영화)에서 Doc 역을 맡은 것으로 잘 알려져 있다.

## 참여 작품
- 백설 공주와 일곱 난쟁이 (영화)
- 호놀룰루 (영화)
- 더 플릿츠 인